# Mecz Polska – Gwiazdy PLK 2010
Mecz Gwiazd – Polska – Gwiazdy PLK 2010 – towarzyski mecz koszykówki rozegrany 24 stycznia 2010 roku we Wrocławiu. W spotkaniu wzięli udział zawodnicy najwyższej klasy rozgrywkowej w Polsce oraz reprezentanci Polski.
Powołani do udziału w spotkaniu
- Polska: Krzysztof Szubarga (Anwil Włocławek), Tomasz Śnieg, Dardan Berisha (Polonia 2011 Warszawa), Michał Chyliński, Robert Witka (PGE Turów Zgorzelec), David Logan, Adam Łapeta, Adam Hrycaniuk (Asseco Prokom Gdynia), Iwo Kitzinger (Trefl Sopot), Adam Waczyński (PBG Basket Poznań), Paweł Leończyk (Energa Czarni Słupsk), Damian Kulig (Polpharma Starogard Gdański).

- Gwiazdy PLK: Anthony Weeden (Polpharma Starogard Gdański), Justin Gray, Michael Wright (PGE Turów Zgorzelec), Qyntel Woods (Asseco Prokom Gdynia), Jeremy Chappell (Znicz Jarosław), Jarryd Loyd (Stal Stalowa Wola), Christopher Daniels (Energa Czarni Słupsk), Mujo Tuljković, James Joyce, Rashard Sullivan (Anwil Włocławek), Edward Miller (Polonia Azbud Warszawa), James Maye (PBG Basket Poznań).

Trener kadry Polski: Radosław Czerniak

Trener Gwiazd PLK: Tomas Pačėsas (Asseco Prokom Gdynia), asystent: Igor Griszczuk (Anwil Włocławek)
Spośród powołanych w spotkaniu nie wystąpili w drużynie gwiazd Jeremy Chappell i Chris Daniels. Ich miejsca zajęli Alex Harris i Keddric Mays.
Dwaj zawodnicy drużyny Gwiazd PLK – Eddie Miller i Rashard Sullivan wystąpili w strojach z tym samym numerem 20, podobnie jak Justin Gray i Tony Weeden z numerem 11.

## Statystyki spotkania
| Polska – 95                                               | Polska – 95                                               | Polska – 95                                               | Polska – 95                                               | 99 – Gwiazdy PLK                                          | 99 – Gwiazdy PLK                                          | 99 – Gwiazdy PLK                                          | 99 – Gwiazdy PLK                                          |
| Wyniki Kwart – 33:27, 21:22, 19:8, 10:24, dogrywka: 12:18 | Wyniki Kwart – 33:27, 21:22, 19:8, 10:24, dogrywka: 12:18 | Wyniki Kwart – 33:27, 21:22, 19:8, 10:24, dogrywka: 12:18 | Wyniki Kwart – 33:27, 21:22, 19:8, 10:24, dogrywka: 12:18 | Wyniki Kwart – 33:27, 21:22, 19:8, 10:24, dogrywka: 12:18 | Wyniki Kwart – 33:27, 21:22, 19:8, 10:24, dogrywka: 12:18 | Wyniki Kwart – 33:27, 21:22, 19:8, 10:24, dogrywka: 12:18 | Wyniki Kwart – 33:27, 21:22, 19:8, 10:24, dogrywka: 12:18 |
| Zawodnik                                                  | Kraj                                                      | Klub                                                      | Pkt                                                       | Zawodnik                                                  | Kraj                                                      | Klub                                                      | Pkt                                                       |
| --------------------------------------------------------- | --------------------------------------------------------- | --------------------------------------------------------- | --------------------------------------------------------- | --------------------------------------------------------- | --------------------------------------------------------- | --------------------------------------------------------- | --------------------------------------------------------- |
| #12 David Logan                                           | /                                                         | Asseco Prokom Gdynia                                      | 12                                                        | #11 Tony Weeden                                           | Stany Zjednoczone                                         | Polpharma Starogard Gdański                               | 27                                                        |
| #11 Adam Hrycaniuk                                        | Polska                                                    | Asseco Prokom Gdynia                                      | 10                                                        | #23 James Maye                                            | Stany Zjednoczone                                         | PBG Basket Poznań                                         | 5                                                         |
| #5 Tomasz Śnieg                                           | Polska                                                    | Polonia 2011 Warszawa                                     | 5                                                         | Qyntel Woods                                              | Stany Zjednoczone                                         | Asseco Prokom Gdynia                                      | 0                                                         |
| #4 Dardan Berisha                                         | Polska                                                    | Polonia 2011 Warszawa                                     | 3                                                         | #9 Keddric Mays                                           | Stany Zjednoczone                                         | Znicz Jarosław                                            | 6                                                         |
| #18 Adam Waczyński                                        | Polska                                                    | PBG Basket Poznań                                         | 6                                                         | #7 Michael Wright                                         | Stany Zjednoczone                                         | PGE Turów Zgorzelec                                       | 16                                                        |
| #17 Paweł Leończyk                                        | Polska                                                    | Energa Czarni Słupsk                                      | 8                                                         | #20 Eddie Miller                                          | Stany Zjednoczone                                         | Polonia Azbud Warszawa                                    | 11                                                        |
| #16 Iwo Kitzinger                                         | Polska                                                    | Trefl Sopot                                               | 12                                                        | #4 James Joyce                                            | Stany Zjednoczone                                         | Anwil Włocławek                                           | 14                                                        |
| #8 Robert Witka                                           | Polska                                                    | Turów Zgorzelec                                           | 12                                                        | #20 Rashard Sullivan                                      | Stany Zjednoczone                                         | Anwil Włocławek                                           | 8                                                         |
| #7 Krzysztof Szubarga                                     | Polska                                                    | Anwil Włocławek                                           | 11                                                        | #21 Alex Harris                                           | Stany Zjednoczone                                         | Energa Czarni Słupsk                                      | 2                                                         |
| #14 Damian Kulig                                          | Polska                                                    | Polpharma Starogard Gdański                               | 0                                                         | #6 Mujo Tuljković                                         | Bośnia i Hercegowina                                      | Anwil Włocławek                                           | 7                                                         |
| #10 Michał Chyliński                                      | Polska                                                    | Turów Zgorzelec                                           | 12                                                        | #11 Justin Gray                                           | Stany Zjednoczone                                         | PGE Turów Zgorzelec                                       | 3                                                         |
| Adam Łapeta                                               | Polska                                                    | Asseco Prokom Gdynia                                      | 4                                                         | #32 Jarryd Loyd                                           | Stany Zjednoczone                                         | Stal Stalowa Wola                                         | 0                                                         |